# 非常完美 (电影)
《非常完美》（英語：Sophie's Revenge）是2009年中国大陆爱情片，导演和编剧都是金依萌，主演章子怡、范冰冰、何润东、苏志燮。

## 剧情
漫畫家蘇菲（章子怡 飾）原本是一個天真，滿腦子充滿各種幻想情節的女孩，她與相戀兩年的男友，高大英俊的外科醫生李傑夫（蘇志燮 飾）準備結婚。然而在一次普通的小手術中，傑夫結識了著名影星王菁菁（范冰冰 飾），李傑夫移情別戀，愛上了王菁菁，看著昔日戀人移情別戀，對愛執著的蘇菲無法承受如此打擊，為了奪回所愛，蘇菲決心利用報復他們，並且開始了自己的復仇之旅。她誓言要利用婚禮前的兩個月把傑夫贏回來，一場無所不用其極的奪愛大戰於是展開！

## 演出
| 演员   | 角色     | 备注     |
| 章子怡 | 苏菲     | 漫画家   |
| 范冰冰 | 王菁菁   | 演员     |
| 何润东 | 常瑞     |          |
| 林心如 | 陆小夕   |          |
| 姚晨   | 李莉     |          |
| 苏志燮 | 李杰夫   | 外科医生 |
| 王姬   | 苏菲母亲 |          |

## 曲目
| 曲序 | 曲目                   | 歌手           |
| ---- | ---------------------- | -------------- |
| 1.   | 《非常完美》（主题曲） | 张韶涵、庾澄庆 |
| 2.   | 《看得最远的地方》     | 张韶涵         |
| 3.   | 《完美一点》           | 韦礼安         |
| 4.   | 《原来你并不快乐》     | 潘肖           |
| 5.   | 《一天一天》           | 金美儿         |

## 制作
章子怡同时兼职制片人。